# Bertus Hendriks
Albertus Antonius (Bertus) Hendriks (Apeldoorn, 16 december 1942) is een gepensioneerde Nederlandse journalist en Midden-Oostendeskundige, die zich tevens inzet voor de Palestijnse zaak.
Hendriks werd geboren als kind van een katholieke kermisexploitant. Tijdens zijn universitaire studie was hij van 1966 tot 1967 voorzitter van de Algemene Studenten Vereniging Amsterdam (ASVA), een periode waarin het 'borrelde' aan Nederlandse en buitenlandse universiteiten. In mei 1969 was Hendriks een van de leidende figuren bij de bezetting van het Maagdenhuis, het bestuurscentrum van de Amsterdamse universiteit. Tot zijn taken behoorde het leiden van de vele plenaire vergaderingen in de hal van het gebouw.
Hendriks werkte later als docent Midden-Oostenstudies aan de Universiteit van Amsterdam - tussendoor woonde hij een jaar in de Egyptische hoofdstad Caïro - voordat hij in 1989 als hoofd van de Arabische afdeling bij de Radio Nederland Wereldomroep kwam werken, een functie die hij tot aan zijn pensionering eind 2007 uitoefende. Van 1970 tot 1978 was hij eveneens voorzitter van het Nederlands Palestina Komitee.
Bij de Wereldomroep omvatte zijn werkterrein het gehele Midden-Oosten inclusief de Maghreblanden. Regelmatig is Hendriks te gast (geweest) bij het Nederlandse NOS Journaal en de actualiteitenrubrieken NOVA en Nieuwsuur om daar zijn interpretatie te geven van wat er op dat moment aan de hand was in het Midden-Oosten, met name tijdens de Arabische Lente. Van 2006 tot 2014 was Hendriks voorzitter van het bestuur van Stichting On file - associatie van gevluchte journalisten en schrijvers in Nederland.